# Église Sainte-Odile d'Antony
L'église Sainte-Odile d'Antony est une église catholique située rue du Sud à Antony, commune française de la région Île-de-France,.

## Historique
Elle a été construite par l'Œuvre des Chantiers du Cardinal sur un terrain légué par le chanoine Adam. Elle a été consacrée par le cardinal Verdier le 15 avril 1934.

## Description

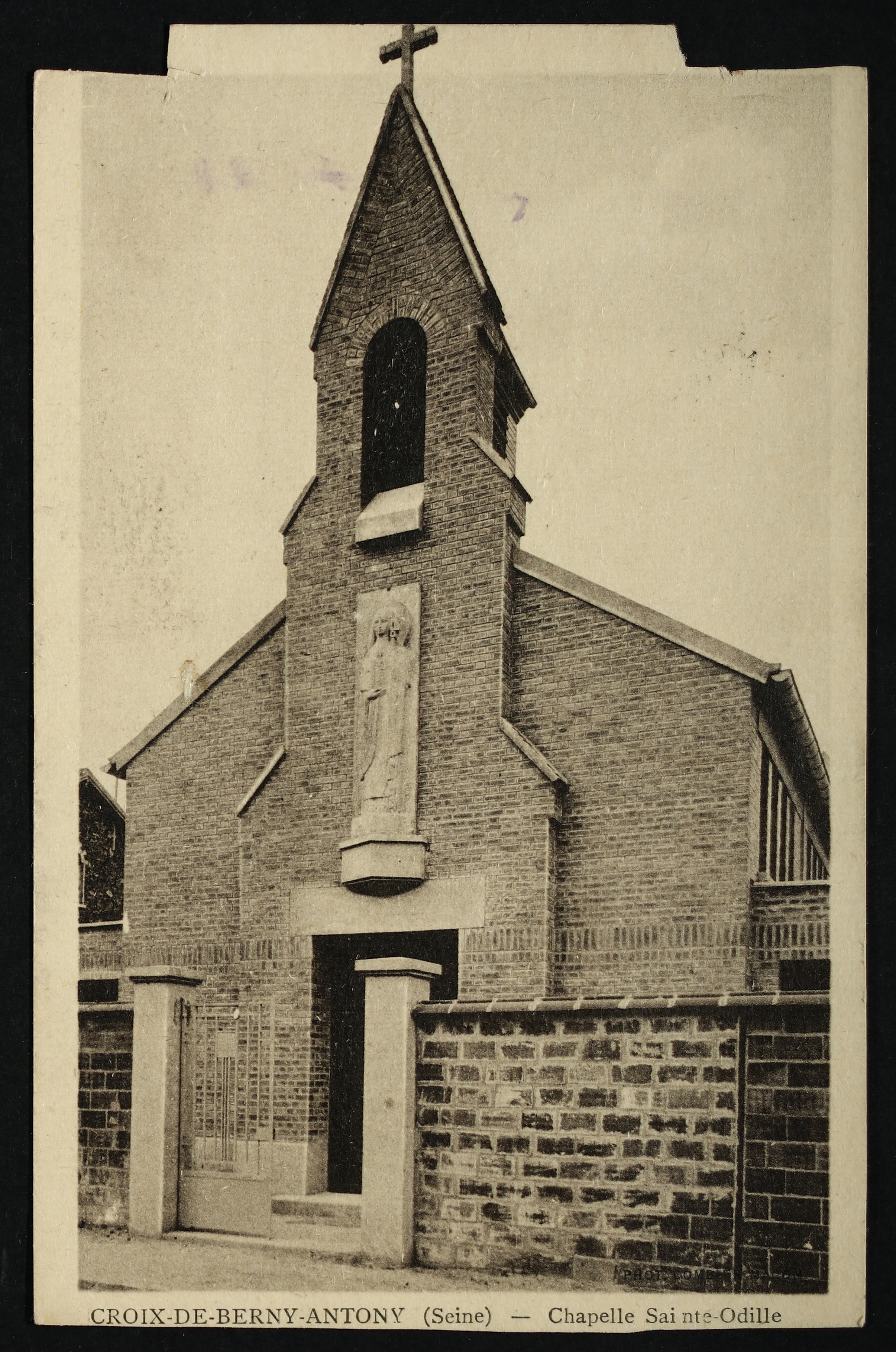
Carte postale - Antony - Croix-de-Berny - chapelle Sainte-Odile.

L'église est un édifice de briques rouges, construit sur un plan en croix latine, terminé par un chevet plat.
Le clocher-mur est orné d'un haut-relief en ciment moulé, représentant sainte Odile, œuvre du sculpteur Georges Serraz.